# Mirabilidiplosis spinosa
Mirabilidiplosis spinosa är en tvåvingeart som beskrevs av Fedotova 2004. Mirabilidiplosis spinosa ingår i släktet Mirabilidiplosis och familjen gallmyggor. Inga underarter finns listade i Catalogue of Life.